# The Wanderings of the Avener
The Wanderings of the Avener è il primo album in studio del DJ francese The Avener, pubblicato il 19 gennaio 2015.

## Tracce
1. Panama – 4:35
2. Fade Out Lines – 4:37
3. Celestial Blues (The Avener Rework) – 3:36
4. Castle in the Snow – 3:33
5. To Let Myself Go – 4:14
6. Lonely Boy – 4:04
7. It Serves You Right to Suffer (The Avener Rework) – 3:25
8. Hate Street Dialogue – 4:19
9. Your Love Rocks – 4:09
10. Waiting 'Round to Die – 4:18
11. We Go Home – 3:14
12. La Tourre – 3:52
13. Waiting Here – 4:05
14. Fade into You (The Avener Rework) – 4:11
15. Fade Out Lines (Synapson Radio Edit) – 3:05

Disco 2
1. The Wanderings of the Avener (Continuous Mix) – 54:11